# Prohydata vitrearia
Prohydata vitrearia är en fjärilsart som beskrevs av William Schaus 1901. Prohydata vitrearia ingår i släktet Prohydata och familjen mätare. Inga underarter finns listade i Catalogue of Life.